# Zgatar
Zgatar en albanais et Zgatar en serbe latin (en serbe cyrillique : Згатар) est une localité du Kosovo située dans la commune/municipalité de Dragash/Dragaš et dans le district de Prizren/Prizren. Selon le recensement de 2011, elle compte 885 habitants, tous albanais.
Selon le découpage administratif de la Serbie, la localité fait partie de la municipalité de Prizren. Zgatar est également connu sous le nom de Zgatare.

## Démographie

### Évolution historique de la population dans la localité
| 1948 | 1953 | 1961 | 1971 | 1981 | 1991 | 2011 |
| ---- | ---- | ---- | ---- | ---- | ---- | ---- |
| 435  | 401  | 415  | 640  | 818  | 985  | 885  |

|  |